# Nghê Ni
Nghê Ni (sinh ngày 8 tháng 8 năm 1988) là nữ diễn viên Trung Quốc được biết với vai Ngọc Mặc trong phim Kim Lăng thập tam thoa của đạo diễn Trương Nghệ Mưu, Thiên thịnh trường ca 2018

## Tiểu sử
Nghê Ni sinh ra và lớn lên ở Nam Kinh, Giang Tô, Trung Quốc, là con gái duy nhất trong một gia đình trung lưu gia giáo. Do điều kiện gia đình rất tốt, bố mẹ Nghê Ni từng muốn giáo dục con gái trở thành một thục nữ danh môn, dịu dàng nho nhã từ lời nói đến cử chỉ. Năm tuổi đã gửi đi học múa, sáu tuổi cho theo thầy luyện đàn, bảy tuổi liền gửi vào lớp thư họa, giúp Nghê Ni hun đúc khí chất mềm mại, đồng thời tạo nền tảng vũ đạo sau này.
Trong những năm tháng ngồi trên ghế nhà trường, Nghê Ni từng giành giải Nhì cấp Quốc gia môn bơi lội và ngôi vô địch môn khiêu vũ cổ điển tỉnh Giang Tô.
Năm 2007, Nghê Ni thi đỗ Đại học Truyền thông Trung Quốc, phân hiệu Nam Kinh với số điểm 558 thuộc top đầu ngành phát thanh viên. Khi còn là sinh viên, Nghê Ni thường xuyên tham gia hoạt động ngoại khóa, từng tham gia làm tình nguyện viên phiên dịch cho các vận động viên tham dự giải Điền kinh thế giới tổ chức tại Thượng Hải.
Năm 2008, đoàn làm phim của đạo diễn Trương Nghệ Mưu bắt đầu tuyển diễn viên cho phim Kim Lăng thập tam thoa. Vì bối cảnh chính của Kim Lăng thập tam hoa là vào năm 1937 ở Nam Kinh nên ông muốn tìm nữ chính nói giọng Nam Kinh, khả năng nói tiếng Anh tốt và quan trọng nhất là ngoại hình lẫn khí chất phù hợp. Cuối cùng Nghê Ni cũng đã được chọn, trở thành "Mưu nữ lang" giống như Củng Lợi và Chương Tử Di, được bí mật huấn luyện trong hai năm trời để trở thành nữ chính Ngọc Mặc, điểm sáng nhất của bộ phim.
Năm 2011, Kim Lăng thập tam thoa ngay lập tức chiếm lĩnh quán quân phòng vé, đưa Nghê Ni thành ngôi sao mới của điện ảnh Hoa ngữ . Bộ phim thành công giúp Nghê Ni giành được Giải thưởng Điện ảnh châu Á cho Nữ diễn viên mới xuất sắc nhất và Giải thưởng phê bình điện ảnh Thượng Hải cho Nữ diễn viên chính xuất sắc nhất.
Tháng 1/2013, Nghê Ni trở thành một trong "Tứ tiểu Hoa đán" của Trung Quốc do tạp chí Nam Đô bình chọn. Cùng năm đó, cô đóng vai chính trong phim Tình yêu chia cắt chúng ta, Chờ mùa gió lên. Năm 2014, cô xuất hiện trong phim Năm tháng vội vã, đạt doanh thu 588 triệu NDT tại Trung Quốc đại lục. Nghê Ni cũng là nữ diễn viên duy nhất có 2 bộ phim đạt doanh thu trên 500 triệu NDT chỉ trong 3 năm ra mắt, đó là Kim Lăng thập tam thoa và Năm tháng vội vã.
Từ khi xuất đạo, Nghê Ni chủ công màn ảnh rộng và gặt hái được một số thành tựu nhất định với thực tích phòng vé 2,7 tỷ NDT, xếp thứ 7 trong các nữ diễn viên Hoa ngữ.

## Phim

### Phim điện ảnh
| Năm  | Phim                                                        | Vai diễn           | Đạo diễn                        | Phiên vị   | Bạn diễn                                                 | Ghi chú |
| ---- | ----------------------------------------------------------- | ------------------ | ------------------------------- | ---------- | -------------------------------------------------------- | --- |
| 2011 | Kim Lăng thập tam thoa                                      | Ngọc Mặc           | Trương Nghệ Mưu                 | Nhị phiên  | Christian Bale                                           | Doanh thu 600 triệu NDT, quán quân phòng vé năm 2011. Đề cử "Phim nói tiếng nước ngoài xuất sắc nhất" tại giải Quả cầu vàng lần thứ 69 |
| 2012 | Sát Giới                                                    | Giang Nguyệt Nga   | Trúc Khanh                      | Nhị phiên  | Lưu Diệp                                                 | |
| 2013 | Em muốn cùng anh hạnh phúc (hay Tình yêu chia cắt chúng ta) | Miêu Miêu          | Lý Úy Nhiên                     | Nhị phiên  | Phùng Thiệu Phong                                        | |
| 2013 | Đợi gió đến                                                 | Trình Vũ Mông      | Đằng Hoa Đào                    | Nhất phiên | Tỉnh Bách Nhiên                                          | |
| 2014 | Năm tháng vội vã                                            | Phương Hồi         | Trương Nhất Bạch                | Nhị phiên  | Bành Vu Yến                                              | Doanh thu phòng vé 588 triệu NDT, đứng thứ 6 phòng vé phim Trung Quốc năm 2014. |
| 2015 | Cô dâu đại chiến                                            | Mã Lệ              | Trần Quốc Huy                   | Bình phiên | Angelababy                                               | Doanh thu phòng vé 176 triệu NDT. |
| 2016 | Cổng chiến binh                                             | Tố Lâm             | Matthias Hoene                  | Nhị phiên  | Triệu Hựu Đình                                           | |
| 2016 | 28 tuổi vị thành niên                                       | Lương Hạ           | Trương Mạt                      | Nhất phiên | Hoắc Kiến Hoa                                            | Doanh thu phòng vé 129 triệu NDT. |
| 2017 | Ngộ Không kỳ truyện                                         | A Tử               | Quách Tử Kiện                   | Nhị phiên  | Bành Vu Yến                                              | Doanh thu phòng vé 696 triệu NDT, đứng thứ 8 phòng vé phim Trung Quốc năm 2017. |
| 2017 | Kỳ môn độn giáp                                             | Thiết Chuồn Chuồn  | Viên Hòa Bình, Từ Khắc          | Nhị phiên  | Đại Bằng, Châu Đông Vũ, Liễu Nham, Lý Trị Đình, Ngũ Bách | Doanh thu phòng vé 300 triệu NDT. |
| 2019 | Bão tuyết                                                   | Tôn Nghiên         | Thôi Tư Vi                      | Nhị phiên  | Trương Chấn, Liêu Phàm                                   | Giành giải thưởng lớn nhất "New Currents Award" tại LHP Quốc tế Busan lần thứ 23. |
| 2020 | Chuyên gia gỡ bom 2                                         | Bàng Linh          | Khưu Lễ Đào                     | Tam phiên  | Lưu Đức Hoa, Lưu Thanh Vân                               | Doanh thu phòng vé đạt 1 tỷ 314 triệu NDT (tính đến 27/02/2021) trở thành phim Hong Kong có doanh thu cao thứ 2 tại thị trường Đại Lục, đồng thời đứng thứ 5 phòng vé Trung Quốc năm 2020 sau 7 ngày khởi chiếu (tính phần doanh thu từ 24/12 đến hết 31/12/2020) |
| 2021 | Lời tỏ tình đằng đẵng(Yanagawa)                             | Liễu Xuyên         | Trương Luật                     | Nhất phiên | Trương Lỗ Nhất, Tân Bách Thanh                           | Giải Kim Kê cho Phim kinh phí thấp xuất sắc nhất |
| 2021 | 1921                                                        | Vương Hội Ngộ      | Hoàng Kiến Tân, Trịnh Đại Thánh | Nhị phiên  | Hoàng Hiên, Lưu Hạo Nhiên                                | |
| 2023 | Cô gái mất tích                                             | Trần Mạch/Thẩm Mạn | Thôi Duệ, Lưu Tường             | Nhị phiên  | Chu Nhất Long, Văn Vịnh San                              | Doanh thu 3 tỷ 325 triệu NDT, phim điện ảnh hè đại bạo |
| TBA  | Một nam một nữ                                              |                    | Quản Hổ                         | Nhị phiên  | Hoàng Bột                                                | |

### Phim truyền hình
| Năm  | Tên phim                                                                      | Vai diễn                | Đạo diễn                | Bạn diễn                               |
| ---- | ----------------------------------------------------------------------------- | ----------------------- | ----------------------- | -------------------------------------- |
| 2018 | Thiên Thịnh Trường Ca                                                         | Phượng Tri Vi/ Ngụy Tri | Thẩm Nghiêm, Lưu Hải Ba | Trần Khôn                              |
| 2019 | Thần Tịch duyên                                                               | Linh Tịch               | Lâm Ngọc Phân           | Trương Chấn                            |
| 2020 | Cùng nhau - phần "Người lái đò" (tuyên truyền phòng chống dịch bệnh COVID-19) | Bình Tiểu An            | Thẩm Nghiêm             | Lôi Giai Âm, Trương Tịnh Sơ, Tưởng Hân |
| 2021 | Lưu Kim Tuế Nguyệt                                                            | Chu Tỏa Tỏa             | Thẩm Nghiêm             | Lưu Thi Thi                            |
| 2021 | Chiến công                                                                    | Tôn Ngọc Cần            | Thẩm Nghiêm             | Lôi Giai Âm                            |
| 2022 | Phương pháp cơ bản của thiên tài                                              | Khâu Nguyệt - cameo     | Thẩm Nghiêm             | Lôi Giai Âm, Trương Tử Phong           |
| 2023 | Tây xuất ngọc môn                                                             | Diệp Lưu Tây            | Tô Chiếu Bân            | Bạch Vũ                                |

| Năm  | Vở kịch           | Tên tiếng Trung | Vai diễn       | Đạo diễn        |
| ---- | ----------------- | --------------- | -------------- | --------------- |
| 2019 | Yêu yêu động bát  | 幺幺洞捌        | Thư Đồng/ Anna | Lại Thanh Xuyên |
| 2023 | Như mộng chi mộng | 如梦之梦        | Cố Hương Lan   | Lại Thanh Xuyên |

| Năm  | Bài hát           | Tên tiếng Trung | Album                     | Ghi chú         |
| ---- | ----------------- | --------------- | ------------------------- | --------------- |
| 2018 | Hà - Nại Hà       | 何奈何          | OST Thiên Thịnh Trường Ca |                 |
| 2020 | Dare of Awakening |                 |                           |                 |
| 2020 | Tin tưởng tôi     | 相信我          | OST Chuyên gia gỡ bom 2   | ft. Lưu Đức Hoa |

| Năm  | Giải thưởng                                                   | Hạng mục                         | Phim                   | Kết quả   | Ref.   |
| ---- | ------------------------------------------------------------- | -------------------------------- | ---------------------- | --------- | ------ |
| 2012 | Liên hoan phim Châu Á lần thứ 6                               | Diễn viên mới xuất sắc nhất      | Kim Lăng thập tam thoa | Đoạt giải | [ 2 ]  |
| 2012 | Giải thưởng Hiệp hội Phê bình phim châu Á lần thứ 12          | Diễn viên mới xuất sắc nhất      | Kim Lăng thập tam thoa | Đoạt giải |        |
| 2012 | Giải thưởng Truyền thông Điện ảnh Hoa ngữ lần thứ 12          | Nữ diễn viên chính xuất sắc nhất | Kim Lăng thập tam thoa | Đề cử     |        |
| 2012 | Giải thưởng Truyền thông Điện ảnh Hoa ngữ lần thứ 12          | Diễn viên mới xuất sắc nhất      | Kim Lăng thập tam thoa | Đề cử     |        |
| 2012 | Giải thưởng Truyền thông Điện ảnh Hoa ngữ lần thứ 12          | Nữ diễn viên được yêu thích nhất | Kim Lăng thập tam thoa | Đoạt giải | [ 3 ]  |
| 2012 | Giải thưởng Hội phê bình điện ảnh Thượng Hải lần thứ 21       | Nữ diễn viên chính xuất sắc nhất | Kim Lăng thập tam thoa | Đoạt giải | [ 4 ]  |
| 2012 | Giải thưởng Diễn đàn Điện ảnh Thanh niên Trung Quốc lần thứ 7 | Nữ diễn viên chính xuất sắc nhất | Kim Lăng thập tam thoa | Đoạt giải | [ 5 ]  |
| 2012 | Giải thưởng Truyền thông Entetaiment Live Award               | Nhân vật điện ảnh được yêu thích | Kim Lăng thập tam thoa | Đoạt giải | [ 6 ]  |
| 2012 | Giải thưởng LeTV lần thứ 3                                    | Nữ diễn viên được yêu thích nhất | Kim Lăng thập tam thoa | Đoạt giải | [ 7 ]  |
| 2013 | Giải Hoa Biểu lần thứ 15                                      | Nữ diễn viên mới nổi bật nhất    | Kim Lăng thập tam thoa | Đề cử     |        |
| 2014 | Giải thưởng Truyền thông Trung Quốc                           | Hình tượng thương hiệu nổi bật   | Always Online          | Đoạt giải | [ 8 ]  |
| 2017 | Liên hoan phim Quốc tế Macau lần thứ 9                        | Nữ diễn viên chính xuất sắc nhất | Ngộ Không truyện       | Đề cử     | [ 9 ]  |
| 2018 | Liên hoan phim Trường Xuân Trung Quốc lần thứ 14              | Nữ diễn viên chính xuất sắc nhất | 28 tuổi vị thành niên  | Đề cử     | [ 10 ] |
| 2019 | Giải thưởng Diễn viên Trung Quốc lần thứ 6                    | Nữ diễn viên chính xuất sắc nhất | Thiên Thịnh trường ca  | Đề cử     |        |
| 2019 | Giải Hoa Đỉnh lần thứ 26                                      | Nữ diễn viên chính phim cổ trang | Thần Tịch duyên        | Đề cử     | [ 11 ] |
| 2019 | Giải Kim Cốt Đóa lần thứ 4                                    | Nữ diễn viên chính xuất sắc nhất | Thần Tịch duyên        | Đề cử     | [ 12 ] |
| 2019 | Đêm hội Gào thét iQiyi lần thứ 8                              | Nữ diễn viên của năm             | Thần Tịch duyên        | Đoạt giải | [ 13 ] |
| 2021 | Giải thưởng truyền hình Bạch Ngọc Lan lần thứ 27              | Nữ diễn viên chính xuất sắc nhất | Lưu Kim Tuế Nguyệt     | Đề cử     | [ 14 ] |
| 2021 | Liên hoan phim Quốc tế Macau lần thứ 13                       | Nữ diễn viên phụ xuất sắc nhất   | Chuyên gia gỡ bom 2    | Đề cử     |        |
| 2022 | Giải Kim Kê lần thứ 35                                        | Nữ diễn viên chính xuất sắc nhất | Yanagawa               | Đề cử     |        |
| 2023 | Liên hoan phim Trường Xuân Trung Quốc lần thứ 18              | Nữ diễn viên xuất sắc nhất       | Cô gái mất tích        | Đoạt giải |        |